# Punta Cervina
La Punta Cervina (en allemand : Hirzer) est une montagne qui s’élève à 2 781 m d’altitude dans les Alpes de Sarntal, en Italie.